# Ellis W. Carter
Ellis W. Carter (* 2. November 1906 in Ashland, Oregon, Vereinigte Staaten; † 23. Oktober 1964 in Long Beach, Kalifornien, Vereinigte Staaten) war ein US-amerikanischer Kameramann.

## Leben und Wirken
Carter erhielt in den ausgehenden Stummfilmjahren seine Ausbildung zum Kameramann und begann zunächst als Kameraassistent. In dieser Funktion bzw. als zweiter einfacher Kameramann war er auch 1939/40 an den beiden Alfred-Hitchcock-Klassikern Rebecca und Mord beteiligt. Infolge des Kriegseintritts der USA im Dezember 1941 wurde Carter eingezogen und einer Kameraeinheit zugeteilt. In dieser Funktion überlebte Captain Ellis Carter am 26. Dezember 1943 im Pazifikgebiet nördlich Australiens den Absturz seines Aufklärungsflugzeugs und nahm am 15. April 1945 an der Befreiung des KZ Buchenwald teil. Die Aufnahmen fanden auch in Norman Krasnas Dokumentation Lest We Forget Verwendung.
Wieder daheim in den USA, wurde Carter 1947 als Chefkameramann eingestellt und fotografierte fortan eine Fülle von B-Pictures, überwiegend Western in Schwarz-weiß. Unter seinen Werken befinden sich auch einige wenige Klassiker des Horrorfilms wie beispielsweise Die unglaubliche Geschichte des Mister C. und Das Geheimnis des steinernen Monsters, die er für die Universal Studios drehte. Bei der farbigen Hollywood-Großproduktion In 80 Tagen um die Welt gehörte Carter dem zweiten Kamerateam an. In späteren Jahren stand er immer häufiger auch bei Fernsehserien wie Peter Gunn, Lawman, Maverick und zuletzt Assistenzarzt Dr. Kildare hinter der Kamera. Carter starb überraschend nur wenige Tage vor seinem 58. Geburtstag.

## Filmografie
nur als Chefkameramann bei Kinofilmen:
- 1945: Lest We Forget (Dokumentarfilm)
- 1947: Big Town After Dark
- 1948: Mr. Reckless
- 1948: Brautzeit und Ehe (Bob and Sally)
- 1948: Shaggy
- 1948: Disaster
- 1949: El Paso, die Stadt der Rechtlosen (El Paso)
- 1949: Der König der Raketenmänner (King of the Rocket Men)
- 1949: Special Agent
- 1950: The Invisible Monster
- 1950: Hills of Oklahoma
- 1950: Einsame Herzen (Lonely Heart Bandits)
- 1951: Zorro – Flammen der Rache (Don Daredevil Rides Again)
- 1951: Grenzpolizei in Texas (The Texas Rangers)
- 1951: Der rote Falke von Bagdad (The Magic Carpet)
- 1951: Strandräuber in Florida (The Barefoot Mailman)
- 1952: Teufel der weißen Berge (Indian Uprising)
- 1952: Tolle Texasgirls (Outlaw Women)
- 1952: Abu Andar, Held von Damaskus (Thief of Damascus)
- 1952: Kalifornien in Flammen (California Conquest)
- 1953: Geheimkommando Afrika (The Royal African Rifles)
- 1953: Steppe in Flammen (Captain John Smith and Pocahontas)
- 1953: Die letzte Patrouille (Cease Fire!)
- 1953: Pfeile in der Dämmerung (Arrow in the Dust)
- 1954: Immer jagte er Blondinen (The Human Jungle)
- 1954: The Black Dakotas
- 1955: Running Wild
- 1955: The River Changes
- 1956: Stunden des Terrors (A Day of Fury)
- 1956: Flug nach Hongkong (Flight to Hongkong)
- 1956: In den Klauen der Tiefe (The Mole People)
- 1957: Die unglaubliche Geschichte des Mister C. (The Incredible Shrinking Man)
- 1957: Das todbringende Ungeheuer (The Deadly Mantis)
- 1957: Der Flug zur Hölle (The Land Unkown)
- 1957: Das Geheimnis des steinernen Monsters (The Monolith Monsters)
- 1958: Einer stand allein (Damn Citizen)
- 1959: Erinnerung einer Nacht (Night of the Quarter Moon)
- 1959: Die Ratten von Detroit (The Purple Gang)
- 1960: Sieben Wege ins Verderben (Seven Ways From Sundown)
- 1960: The Wizard of Baghdad
- 1960: Sex Kittens Go to College
- 1960: Das wilde Land (The Fiercest Heart)
- 1961: Piraten von Tortuga (Pirates of Tortuga)
- 1961: Ein Stern im Westen (The Second Time Around)
- 1962: Tagebuch eines Mörders (Diary of a Madman)
- 1962: Der eiserne Kragen (Showdown)
- 1963: Das Gift des Bösen (Twice Told Tales)
- 1953: Die Revolverhand (He Rides Tall)
- 1963: Die wilden Weiber von Tennessee (Kissin’ Cousins)
- 1964: Your Cheatin’ Heart